# Budníček lesní
Budníček lesní (Phylloscopus sibilatrix) je malým druhem pěvce z čeledi budníčkovitých (Phylloscopidae).

## Taxonomie
Budníček lesní byl popsán německým přírodovědcem Johannem M. Bechsteinem v roce 1739 pod současným binomickým jménem, Phylloscopus sibilatrix, které pochází z řeckého phullion = list a skopos = pozorovatel, a latinského sibilare = pískat. Je monotypický, což znamená, že netvoří žádné poddruhy.

## Popis
Štíhlý, menší než vrabec. Dorůstá délky 11–13 cm a v rozpětí křídel měří 19–24 cm. Hmotnost se pak pohybuje mezi 8–13 g. Svrchní stranu těla má světle zelenou a spodinu těla na rozdíl od podobných druhů budníčků výrazně bílou, kontrastující se žlutou hrudí, tváří a nadočním proužkem. Končetiny má hnědé. Obě pohlaví jsou zbarvena stejně.

## Hlas

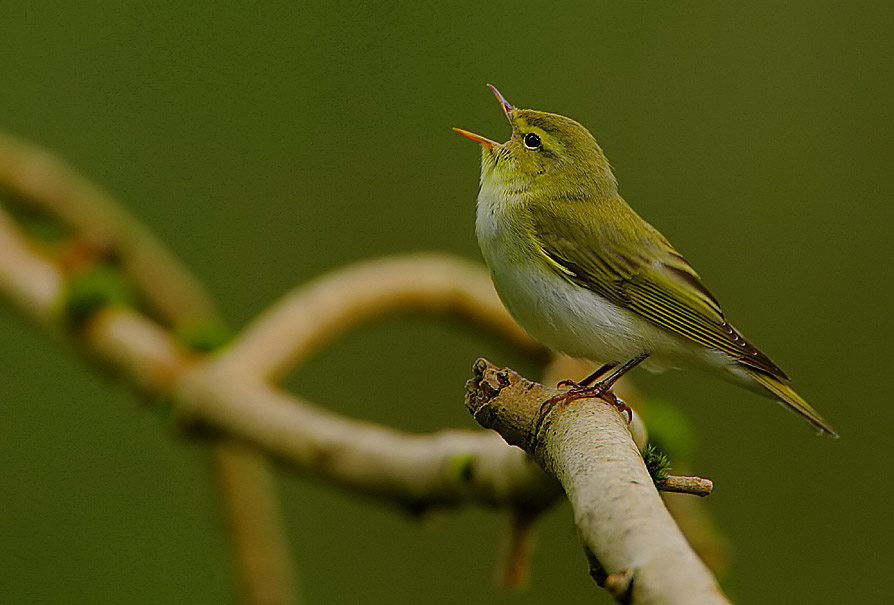
Zpívající samec

Vábení zní jako „tüh“. Zpěv, kterým se samci často ozývají za třepotavého letu, má dvě části; první je tvořena cvrčivým „sib–sib–sib–sirrr“, druhá klesajícím „düh–düh–düh“.

## Rozšíření
Hnízdí ve většině Evropy a severozápadní Asii. Areál rozšíření druhu sahá od západní Francie a Irska až po západní okraj Sibiře. Jeho jižní hranice pak prochází jižní Francií, Itálií, Bulharskem a Ukrajinou. Ve střední Evropě se vyskytuje od dubna do září. Je tažný na dlouhou vzdálenost se zimovišti v tropické Africe.

## Výskyt
Hnízdí ve vzrostlých stinných listnatých a smíšených lesích, především bučinách, s řídkým nebo žádným keřovým patrem.
V severní Evropě obývá i jehličnaté lesy.

## Výskyt v Česku
V České republice hnízdí na celém území až po nadmořskou výšku 1200 m n. m.

## Početnost
Evropská populace je odhadována na 6–10 milionů párů, v České republice pak hnízdí v počtu 70–140 tisíc párů. Od 80. let 20. století jeho stavy v celé Evropě mírně klesají.

## Potrava
Po potravě pátrá nejčastěji v korunách stromů. Živí se hlavně hmyzem, pavouky a jinými bezobratlými, na podzim požírá také bobule.

## Hnízdění

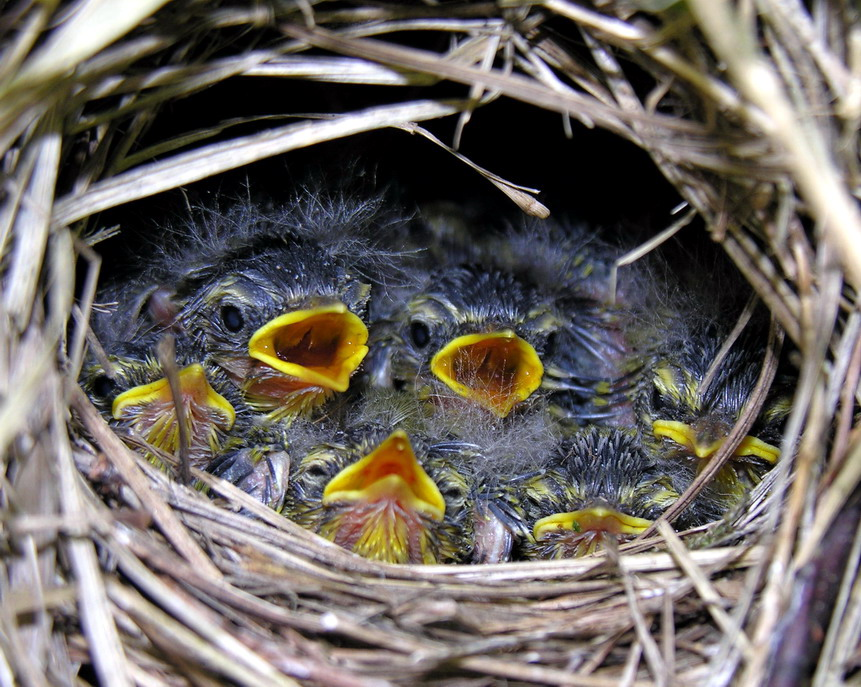
Mláďata v hnízdě

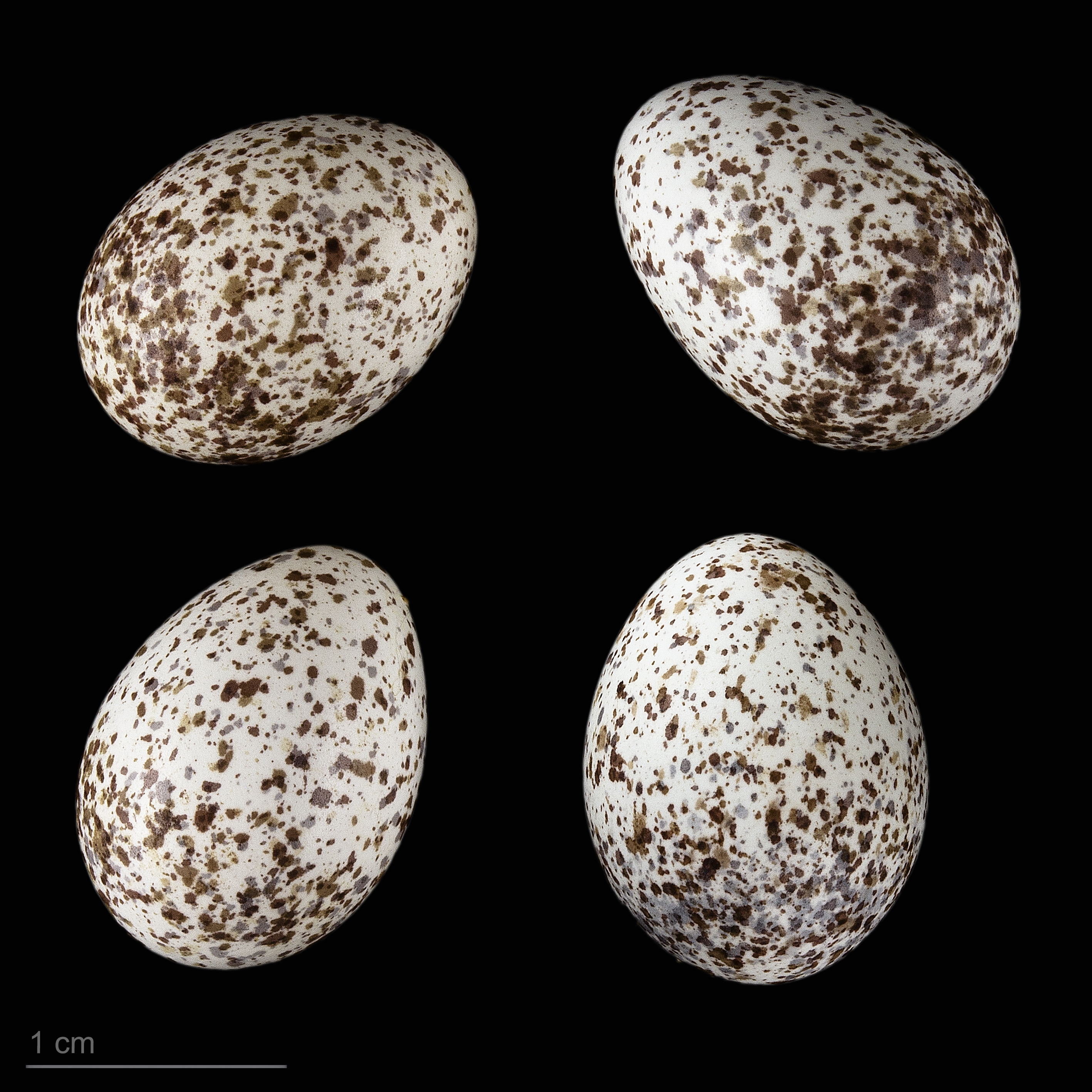
Phylloscopus sibilatrix

Pohlavně dospívá v prvním roce života. Ve střední Evropě hnízdí 1× ročně od května do července. Kulovité hnízdo spletené ze stébel trav staví samotná samice dobře skryté na zemi v místech s řídkým nebo žádným podrostem. Na rozdíl od příbuzného budníčka menšího (P. collybita) i většího (P. trochilus) jej zevnitř nevystýlá peřím. V jedné snůšce je 6–7 světlých, černě skvrnitých, 16,0 × 12,5 mm velkých vajec, na kterých sedí 12–14 dnů pouze samice. Mláďata, která krmí oba rodiče, pak hnízdo opouští po 12–13 dnech. Nejvyšší zaznamenaný věk je 10 let a 3 měsíce.